# Làng Diệc
Làng nghề mộc Diệc, tên cổ là Mĩ Giặc, thuộc tổng Quan Bế, trấn Sơn Nam Hạ (nay thuộc xã Tân Hòa, thuộc huyện Hưng Hà, tỉnh Thái Bình, Việt Nam), cách trung tâm Hà Nội khoảng 90 km). Đây là một làng nghề làm mộc nổi tiếng có từ gần 600 năm trước. Làng chuyên làm công trình kiến trúc cổ bằng gỗ, có nhiều mẫu hoa văn và dấu mực Đao, Tàu, Xối, Góc,...lâu đời bậc nhất Việt Nam. Mộc Diệc từng được xây dựng một phần hoàng cung Campuchia.
Nằm trong vùng đất cổ và quê hương một trong những quê hương của các vua nhà Trần, làng mộc Diệc vẫn còn giữ được ít nhiều nét cổ kính của làng quê xưa như hình ảnh cây đa cổ thụ, giếng nước, sân đình. Buổi sáng, chợ vẫn họp dưới gốc đa trước đình. "Mộc Diệc" - cũng như các sản phẩm thủ công truyền thống của các làng nghề Việt Nam - thường được nhắc đến trong thơ ca xưa "Làm đình Cao đà, làm nhà mộc Diệc". Trong nhiều gia đình, những dụng cụ dùng để làm nhà như thước vuông, thước mực, cưa tay, bào tay vẫn còn được dùng để thay thế cho các dụng cụ máy móc cơ khí.

## Lịch sử
Làng Diệc vốn có tên Mĩ Giặc, do kị húy nhà Nguyễn nên đã đổi thành Diệc.
Theo truyền thuyết thì cách đây khoảng hơn 600 năm, khi xây dựng Thái lăng đường và tư dinh cho các công thần danh tướng nhà Trần khi họ về trí sĩ ở ẩn, nhà Trần đã tuyển thợ giỏi trên cả nước về tập trung xây dựng. Các nghệ nhân được tập trung thành một vùng quần thể dân cư. Về sau nhiều nghệ nhân thấy đây là mảnh đất phì nhiêu màu mỡ nên đã ở lại và từng bước xây dựng thành ngôi làng chuyên biệt làm mộc.
Năm 2009, làng Diệc có khoảng 300 thợ tay nghề cao, sản xuất nhiều loại đồ gỗ cung cấp cho thị trường trong và ngoài nước Việt Nam, trong đó có các loại đồ cao cấp như sập gụ, tủ chè,...

## Đặc điểm
Hiện nay, ngoài giữ nghề truyền thống làm công trình cổ thì các nghệ nhân và thợ làng Diệc còn sản xuất nhiều sản phẩm đồ gỗ khác để phục vụ thị trường như tủ giường, bàn, ghế, cửa, sập gụ, tủ chè,...
Đồ mộc Diệc nhìn chung có đặc điểm là cầu kì, mềm mại và uốn lượn theo nét cổ của truyền thống Phật giáo Lý - Trần. Sản phẩm thể hiện sự cầu kì và cẩn thận đến mức gần như tuyệt đối của các nghệ nhân. Hoa văn được đục gọt rất đa dạng và công phu như Cửu long tranh châu, Cua gắp cành mai,...